# Tobique Valley
Tobique Valley est un village du Nouveau-Brunswick, situé dans le territoire de la commission de services régionaux de la Vallée-de-l'Ouest. La municipalité a été constituée le 1er janvier 2023, par l'annexion du district de services locaux (DSL) de Riley Brook au village de Plaster Rock, ainsi que l'annexion de parties des DSL de paroisse de Gordon et de la paroisse de Lorne.